# Кольненский уезд
Кольненский уезд — административная единица в составе Ломжинской губернии Российской империи, существовавшая c 1867 года по 1919 год. Административный центр — город Кольно.

## История
Уезд образован в 1867 году в составе Ломжинской губернии Российской империи. В 1919 году преобразован в Кольненский повят Белостокского воеводства Польши.

## Население
По переписи 1897 года население уезда составляло 73 686 человек, в том числе в городе Кольно — 4891 жит.

### Национальный состав
Национальный состав по переписи 1897 года:
- поляки — 63 576 чел. (86,3 %),
- евреи — 9182 чел. (12,5 %),

## Административное деление
В 1913 году в состав уезда входило 9 гмин: 
| - Гаврихи — д. Збойна, - Едвабно — пос. Едвабно, - Кубра — д. Пржитулы, - Лысе — д. Лысе, - Малы-Плоцк — д. Малы-Плоцк, - Рогенице — д. Рогенице-Велке, - Стависки — пос. Стависки, - Туросль — д. Туросль, - Червоне — д. Червоне. |